# Estela Medina
Estela Medina (Montevideo, 13 de febrero de 1932) es una destacada actriz de teatro uruguaya, conocida popularmente como "la dama del teatro", discípula de la actriz Margarita Xirgu en la primera generación de la EMAD, y Primera Actriz de la Comedia Nacional hasta 2008. Actualmente es actriz residente del Teatro Solís.

## Biografía
Estela Medina nació y se crio en Montevideo y siendo adolescente, ingresó a la Escuela Multidisciplinaria de Arte Dramático Margarita Xirgu. Egresada de dicho centro, debutó en 1950 siendo sus primeros trabajos Romeo y Julieta y un pequeño papel en La Patria en Armas de Juan León Bengoa.
En 1950 ingresa a la Comedia Nacional, elenco oficial de Uruguay. Fue parte de la primera generación, junto con China Zorrilla, Taco Larreta, entre otros. Entre sus más recordados trabajos cabe destacar: El jardín de los cerezos de Antón Chéjov; El Cardenal de España de Henry de Montherlant; Fuenteovejuna de Lope de Vega; Casa de muñecas de Ibsen; La dama boba de Lope de Vega; Voces de gesta (1967) de Valle-Inclán; María Estuardo (1968) de Schiller; La zapatera prodigiosa (1972) de Federico García Lorca; Fedra (1973) de Jean Racine; Electra de Sófocles (1984); Las de Barranco de Gregorio de Laferrère (1993); Edipo rey de Sófocles; El camino a La Meca (1999) de Athol Fugard; Tres mujeres altas de Edward Albee; Mefisto de Ariane Mnouchkine; Tartufo de Molière; Cuarteto (1997) de Heiner Müller; Las Presidentas de Werner Schwab; La Dorotea de Lope de Vega; El asesinato de la enfermera George de Frank Marcus; y Cenizas (2003) de Harold Pinter.
Con el espectáculo unipersonal Retablo de Vida y Muerte realizó una extensa gira por España, Francia, Portugal, Holanda, Italia, Inglaterra, Estados Unidos, Honduras, Guatemala, Venezuela y Colombia en 1977-78; y lo presenta regularmente en Festivales de Teatro Latinoamericanos (Colombia, Santiago a Mil, etc.).
Ha trabajado bajo la dirección de Eduardo Schinca, Margarita Xirgu, José Estruch, Orestes Caviglia, Antonio Larreta, Mario Morgan, Laura Escalante, Nelly Goitiño, Carlos Aguilera, Omar Grasso, Atahualpa del Cioppo, Sergio Otermin, Jaime Yavitz, Aderbal Freire Jr., Mariana Percovich, Lluís Pasqual, Marianella Morena, Omar Varela, Gerardo Begérez, Rubén Szuchmacher, Oscar Barney Finn y Levón, entre otros.
Después de 58 años de actividad artística, en 2008, se retira de la Comedia Nacional Uruguaya con Bodas de sangre de Federico García Lorca dirigida por Mariana Percovich, obra con la que había debutado en la compañía, junto a Margarita Xirgu y China Zorrilla.
No obstante, sigue con su profesión. En enero del 2009 vuelve al Teatro Solís con La Amante Inglesa de Marguerite Duras. Ese mismo año estrena el unipersonal Rose de Martin Sherman, bajo la dirección de Mario Morgan y es nuevamente aclamada por la crítica.
En 2010 estrena en el Teatro Solís Las Reglas de la Urbanidad en la Sociedad Moderna de Jean-Luc Lagarce bajo la dirección de Rubén Szuchmacher, espectáculo que posteriormente lleva a Buenos Aires, en extensa temporada que cosecha encendidos elogios de la crítica teatral porteña y gran éxito de público.
En 2011, protagoniza Sonata de Otoño, de Ingmar Bergman, bajo la dirección de Omar Varela. Paralelamente, se traslada a Buenos Aires, donde protagoniza Ceremonia Secreta, obra inspirada en la novela del escritor argentino Marco Denevi y dirigida por Oscar Barney Finn, en temporada de varios meses en el Teatro Margarita Xirgu de San Telmo.
Al año siguiente 2012 estrena Círculo de Tres, de Álvaro Malmierca, dirigida por María Varela; al mismo tiempo estrena Madres al Límite, de Mónica Bottero, con dirección de Omar Varela; como sale de la función de la primera obra con media hora para llegar a la segunda, el hecho se destacó en algunos comentarios como la 'Magnífica actriz hiperactiva'.
En 2013 repone junto a Levón, Cuarteto, de Heiner Müller; y en octubre estrena Las Damas del Unicornio, concierto-recital con selección de poetas uruguayas y dirección del ilustre poeta uruguayo Jorge Arbeleche, en el Teatro Solís, que se repone al año siguiente y posteriormente lleva en gira por el Interior del Uruguay.
En 2014 presenta Ritter, Dene, Voss, de Thomas Bernhard, dirigida por Levón, con excelentes críticas y gran caudal de público, que obtuvo el Premio Escena de la Unión Europea y el Premio Florencio 2014 al Mejor Espectáculo.
En octubre de 2014 estrena Sangre Joven, de Peter Asmussen, con dirección de Gerardo Begérez, obra que retoma en 2015 con enorme éxito de público.
El 18 de abril de 2015 presenta Ellas por Ella, selección de poetas uruguayas con libreto de Levón y dirección de Homero González Torterolo, en Granada, España, durante las VI Jornadas sobre Republicanismo Español, donde evocó la figura de su gran maestra Margarita Xirgu.
En 2016 vuelve a las tablas protagonizando En La Laguna Dorada, de Ernest Thompson, dirigida nuevamente por Gerardo Begérez en el Teatro Circular de Montevideo, en temporada que se prolongó durante todo el año gracias al éxito de crítica y la extraordinaria recepción del público que colmó las localidades del Teatro Circular en cada función.
En 2017 estrena en San Sebastián, la obra Solo una actriz de teatro, nuevamente dirigida por Levón, con texto de Gabriel Calderón, sobre la famosa actriz Margarita Xirgu. La pieza se estrenó luego en Montevideo y en varias ciudades de Hispanoamérica.
El 25 de agosto de 2018 estrenó en el Teatro del Notariado la obra "La golondrina", con dirección de Gerardo Begérez, que trata sobre el ataque terrorista al bar "Pulse" de Florida.
Además, ha hecho grabaciones discográficas como "Retablo de vida y muerte" y "Testimonio de una cultura asesinada" (en 1976 ambas) y ha participado del álbum "Ágape. Poemas de Jorge Arbeleche" en 1997.

## Premios y honores
Fue distinguida con el Premio Florencio en doce oportunidades; como Mejor Actriz: en 1962 por Juana la Loca de El Cardenal de España; en 1968 por María Estuardo de María Estuardo; en 1969 por Sor Juana de los Ángeles de Los Demonios; en 1981 por La Planta de La Planta; en 1997 por Madame de Merteuil de Cuarteto; en 1999 por Miss Helen de El camino a La Meca y recibe el Florencio de Oro 1999; en 2001 por la Señora A de Tres mujeres altas. Y como Actriz de Reparto: en 1970 por Mercy Croft de El Asesinato de la Enfermera George; en 1981 por Leonor de Los Cuentos del Final; y en 1985 por Myriam de Mefisto de Ariane Mnouchkine. Siendo el último y duodécimo, el «Florencio de Oro a la Trayectoria» en 2001. Se destaca en teatro de repertorio, especialmente en los clásicos del teatro español.
Su trayectoria ha sido reconocida en 1997 por el Diario El País que le ha otorgado el Premio Iris de Plata y de Bronce. La B'nai B'rith la ha distinguido con el Premio Candelabro de Oro en 1996.
En 2003 recibió el Life Achievement Award en el Teatro Avante, Premio a una Vida de Dedicación a las Artes Escénicas, otorgado por el XVII Festival Internacional de Teatro Hispano de Miami, Florida, Estados Unidos.
En 2004 fue declarada Ciudadana Ilustre de Montevideo, recibiendo de manos de Mariano Arana las Llaves de la Ciudad, durante la Ceremonia de Reapertura del Teatro Solís.
El 22 de noviembre de 2005 el Gobierno de Francia la nombró Chevalier de l'Ordre des Arts et des Lettres, en ceremonia celebrada por el embajador francés Rapin en Uruguay; distinción que se otorga a quienes además de tener una gran trayectoria en su oficio, han desarrollado actividades en Uruguay y Francia, fomentando los intercambios culturales.
En marzo de 2009 es nombrada Académica de Número de la Academia Nacional de Letras del Uruguay.
El 30 de abril de 2010 recibió el nombramiento de Dama de la Orden de Isabel la Católica, que le fue concedida por el Rey Juan Carlos I de España por su difusión de los clásicos españoles de los que es eximia intérprete. En homenaje, el Centro Cultural de España en Montevideo honró a la actriz, nombrando a su auditorio: Sala Estela Medina.
En octubre de 2011 recibió el Premio Konex Mercosur Espectáculo: 'Mejor Artista de la Década' por su destacada labor en dicha actividad durante la última década en Latinoamérica.
En noviembre de 2012 recibió el Premio Alberto Candeau, a la Trayectoria y el Compromiso, en el Palacio Legislativo de Montevideo, otorgado por SUA (Sociedad Uruguaya de Actores).
El 11 de julio de 2014 fue galardonada con la Medalla Delmira Agustini, premio que distingue a personas destacadas por su obra en diferentes formas de expresión; otorgado por el Ministerio de Educación y Cultura del Uruguay.
El 7 de marzo de 2015 recibió el Premio Shakespeare 2015, al cierre del 1.er. Festival Shakespeare Uruguay; premio otorgado por el Festival Shakespeare.
El 4 de junio de 2015 en su homenaje se nombró Sala 'Estela Medina' a la Sala de Exposiciones de CIDDAE del Teatro Solís.
El 14 de julio de 2015 fue homenajeada por la Sociedad Uruguaya de Artistas Intérpretes (SUDEI), institución que motiva su homenaje en reconocer la trayectoria de actores y actrices socios, que contribuyeron a su desarrollo y a llevar adelante varias iniciativas.
El 18 de agosto de 2015 fue nombrada Académica de Honor de la Academia Nacional de Letras de Uruguay, distinción que ella agradeció con un recital lírico-dramático in lieu de discurso; ceremonia realizada en la Sala Estela Medina del Centro Cultural de España en Montevideo.
El 14 de junio de 2016 en acto celebrado en su Paraninfo, la Universidad de la República a pedido de la Escuela Multidisciplinaria de Arte Dramático, le concedió un doctorado honoris causa, en un hecho con ribetes históricos que la convierte en la primera artista y la quinta mujer receptora del homenaje frente a los 83 varones distinguidos desde la instauración en 1936 a la fecha.
Durante la sexta edición de los Premios Manuel Oribe -celebrada el lunes 19 de noviembre de 2018- y en presencia de figuras como Luis Alberto Lacalle y María Julia Muñoz, fue galardonada con el Premio a la Trayectoria. En su discurso, entonó el poema "Íntima" de Delmira Agustini.